# Isabel García Tejerina
Isabel García Tejerina (ur. 9 października 1968 w Valladolid) – hiszpańska polityk i urzędnik państwowy, parlamentarzystka, od 2014 do 2018 minister rolnictwa.

## Życiorys
Ukończyła studia z inżynierii rolnictwa na Universidad Politécnica de Madrid oraz prawa na Universidad de Valladolid. Uzyskała magisterium z zakresu spraw europejskich na UPM oraz ekonomii rolnictwa na Uniwersytecie Kalifornijskim w Davis.
Od 1996 pracowała w administracji Kastylii i Leónu, najpierw w przedstawicielstwie w Brukseli, później w departamencie rolnictwa. W latach 1999–2000 była doradcą ministrów rolnictwa. Od 2000 do 2003 pełniła funkcję sekretarza generalnego ds. rolnictwa, a następnie do 2004 sekretarza generalnego ds. rolnictwa i żywności w tym resorcie. Przez kolejne osiem lat zajmowała dyrektorskie stanowiska w prywatnych przedsiębiorstwach. W 2012 ponownie została sekretarzem generalnym ds. rolnictwa i żywności.
W kwietniu 2014 weszła w skład gabinetu Mariano Rajoya, otrzymując nominację na urząd ministra rolnictwa, żywności i środowiska, na którym zastąpiła Miguela Ariasa Cañete. W kolejnych wyborach w 2015, 2016, kwietniu 2019 i listopadzie 2019 z ramienia Partii Ludowej uzyskiwała mandat posłanki do Kongresu Deputowanych.
W listopadzie 2016 powołana na ministra rolnictwa, rybołówstwa, żywności i środowiska w drugim rządzie dotychczasowego premiera. Zakończyła urzędowanie w czerwcu 2018, gdy gabinet ten przegrał głosowanie nad wotum nieufności.